# Робинзон Крузо на Марсе
«Робинзон Крузо на Марсе» (англ. Robinson Crusoe on Mars) — американский научно-фантастический фильм, снятый в 1964 году режиссёром Байроном Хэскином.

## Сюжет
Во время миссии орбитального облёта планеты Марс астронавтам — коммандеру Крису Дрэйперу и полковнику Дэну МакРиди — после неудачных маневров уклонения от метеорита пришлось покинуть космический корабль в аварийных капсулах и приземлиться на поверхность красной планеты. При этом полковник МакРиди погибает, и Дрейпер остаётся в полном одиночестве, хотя среди обломков капсулы полковника он находит обезьянку Мону. Но несмотря на все проблемы, Крис начинает борьбу за выживание на Марсе, как истинный Робинзон. Путешествуя по планете в поисках пищи и воды, он обнаруживает останки инопланетян. Спустя какое-то время на планету приземляется странный космический корабль. Вскоре выясняется, что это инопланетяне, и они прибыли уничтожить сбежавшего с Ориона раба. Крис спасает его и нарекает, как нетрудно догадаться, Пятницей.

## В ролях
- Пол Манти — коммандер Крис Дрэйпер
- Виктор Лундин — Пятница
- Адам Уэст — полковник Дэн МакРиди

## Производство фильма
Сцены марсианского пейзажа были сняты в Забриски-Пойнт в Долине Смерти.
Марсианские космические корабли напоминают истребители из фильма «Война миров». Режиссёр Байрон Хэскин участвовал в обоих проектах и пригласил на съёмки того же конструктора Альберта Нозаки.